# Liste der Bodendenkmäler in Kasendorf
Auf dieser Seite sind die Bodendenkmäler in dem oberfränkischen Markt Kasendorf zusammengestellt. Diese Tabelle ist eine Teilliste der Liste der Bodendenkmäler in Bayern. Grundlage ist die Bayerische Denkmalliste, die auf Basis des Bayerischen Denkmalschutzgesetzes vom 1. Oktober 1973 erstmals erstellt wurde und seither durch das Bayerische Landesamt für Denkmalpflege geführt wird. Die folgenden Angaben ersetzen nicht die rechtsverbindliche Auskunft der Denkmalschutzbehörde.

## Bodendenkmäler in Kasendorf
| Lage       | Objekt | Akten-Nr.     | Bild |
| ---------- | --- | ------------- | ---- |
| (Standort) | Hallstattzeitliches Gräberfeld. | D-4-5933-0002 |      |
| (Standort) | Freilandstation des Mesolithikums und Turmhügel des Mittelalters. | D-4-5933-0003 |      |
| (Standort) | Siedlung der Urnenfelderzeit und der Hallstattzeit. | D-4-5933-0006 |      |
| (Standort) | Siedlung der Urnenfelderzeit, der Hallstattzeit sowie des Mittelalters. | D-4-5933-0007 |      |
| (Standort) | Bronzezeitlicher Grabhügel. | D-4-5933-0011 |      |
| (Standort) | Grabhügel vorgeschichtlicher Zeitstellung. | D-4-5933-0015 |      |
| (Standort) | Grabhügel vorgeschichtlicher Zeitstellung. | D-4-5933-0017 |      |
| (Standort) | Grabhügel vorgeschichtlicher Zeitstellung. | D-4-5933-0018 |      |
| (Standort) | Grabhügel vorgeschichtlicher Zeitstellung. | D-4-5933-0020 |      |
| (Standort) | Grabhügel vorgeschichtlicher Zeitstellung. | D-4-5933-0021 |      |
| (Standort) | Reihengräberfeld karolingisch-ottonischer Zeitstellung. | D-4-5933-0149 |      |
| (Standort) | Grabhügel vorgeschichtlicher Zeitstellung. | D-4-5933-0150 |      |
| (Standort) | Grabhügel vorgeschichtlicher Zeitstellung. | D-4-5933-0151 |      |
| (Standort) | Untertägige Teile der mittelalterlichen bis frühneuzeitlichen Pfarrkirche St. Kilian in Azendorf, Fundamente mittelalterlicher Vorgängerbauten, Körpergräber des Mittelalters und der Neuzeit sowie untertägige Teile der frühneuzeitlichen Kirchhofbefestigung. | D-4-5933-0155 |      |
| (Standort) | Mühlsteinbruch des Mittelalters. | D-4-5934-0019 |      |
| (Standort) | Freilandstation des Mesolithikums und Siedlung des Neolithikums. | D-4-5934-0033 |      |
| (Standort) | Grabhügelfeld vorgeschichtlicher Zeitstellung mit Bestattungen der Hallstattzeit. | D-4-5934-0036 |      |
| (Standort) | Späturnenfelderzeitliche Höhensiedlung, befestigte Höhensiedlung der späten Hallstatt- und frühen Latènezeit, karolingisch-ottonische Ringwallanlage und mittelalterlicher Burgstall auf dem Turmberg in Kasendorf.                                              | D-4-5934-0037 |      |
| (Standort) | Mittelalterlicher Turmhügel. | D-4-5934-0038 |      |
| (Standort) | Gräberfeld und Siedlungsbefunde der Urnenfelderzeit. | D-4-5934-0044 |      |
| (Standort) | Grabhügelfeld vorgeschichtlicher Zeitstellung. | D-4-5934-0045 |      |
| (Standort) | Siedlung der Hallstattzeit. | D-4-5934-0046 |      |
| (Standort) | Siedlung der Frühlatènezeit. | D-4-5934-0047 |      |
| (Standort) | Mittelalterliche Wüstung. | D-4-5934-0048 |      |
| (Standort) | Grabhügel vorgeschichtlicher Zeitstellung. | D-4-5934-0053 |      |
| (Standort) | Grabhügel vorgeschichtlicher Zeitstellung. | D-4-5934-0054 |      |
| (Standort) | Grabhügel vorgeschichtlicher Zeitstellung. | D-4-5934-0055 |      |
| (Standort) | Untertägige Teile der spätmittelalterlichen bis frühneuzeitlichen Pfarrkirche St. Johannes in Kasendorf, Fundamente mittelalterlicher Vorgängerbauten sowie Körpergräber des Mittelalters und der Neuzeit.                                                       | D-4-5934-0066 |      |
| (Standort) | Untertägige Teile der spätmittelalterlichen bis neuzeitlichen Pfarrkirche St. Maria in Peesten, Fundamente mittelalterlicher Vorgängerbauten sowie Körpergräber des Mittelalters und der Neuzeit.                                                                | D-4-5934-0075 |      |
| (Standort) | Hohlweg des Mittelalters als Teilstück der „Hohen Straße“. | D-4-5934-0144 |      |
| (Standort) | Hohlweg vermutlich des Mittelalters. | D-4-5934-0145 |      |
| (Standort) | Abschnittsbefestigung des frühen und hohen Mittelalters mit vorgelagertem Graben. | D-4-5934-0147 |      |
| (Standort) | Pingenfeld vermutlich des Mittelalters und der frühen Neuzeit. | D-4-5934-0149 |      |
| (Standort) | Siedlung der Urnenfelderzeit und vermutlich der Hallstattzeit. | D-4-5934-0150 |      |